# کوه ووتای
کوه ووتای در شانشی، چین واقع است و یکی از چهار کوه مقدس در بودیسم چینی است.این کوه به خاطر ۵۳ صومعه مقدس اش شناخته شده‌است که قدیمی‌ترین ساختمان‌های چوبی موجود در چین است که از دوران سلسله تانگ به جا مانده‌اند. بلندترین قله چین نیز در این منطقه‌است.کوه ووتای در سال ۲۰۰۹ در میراث جهانی یونسکو ثبت گردید.

## نگارخانه

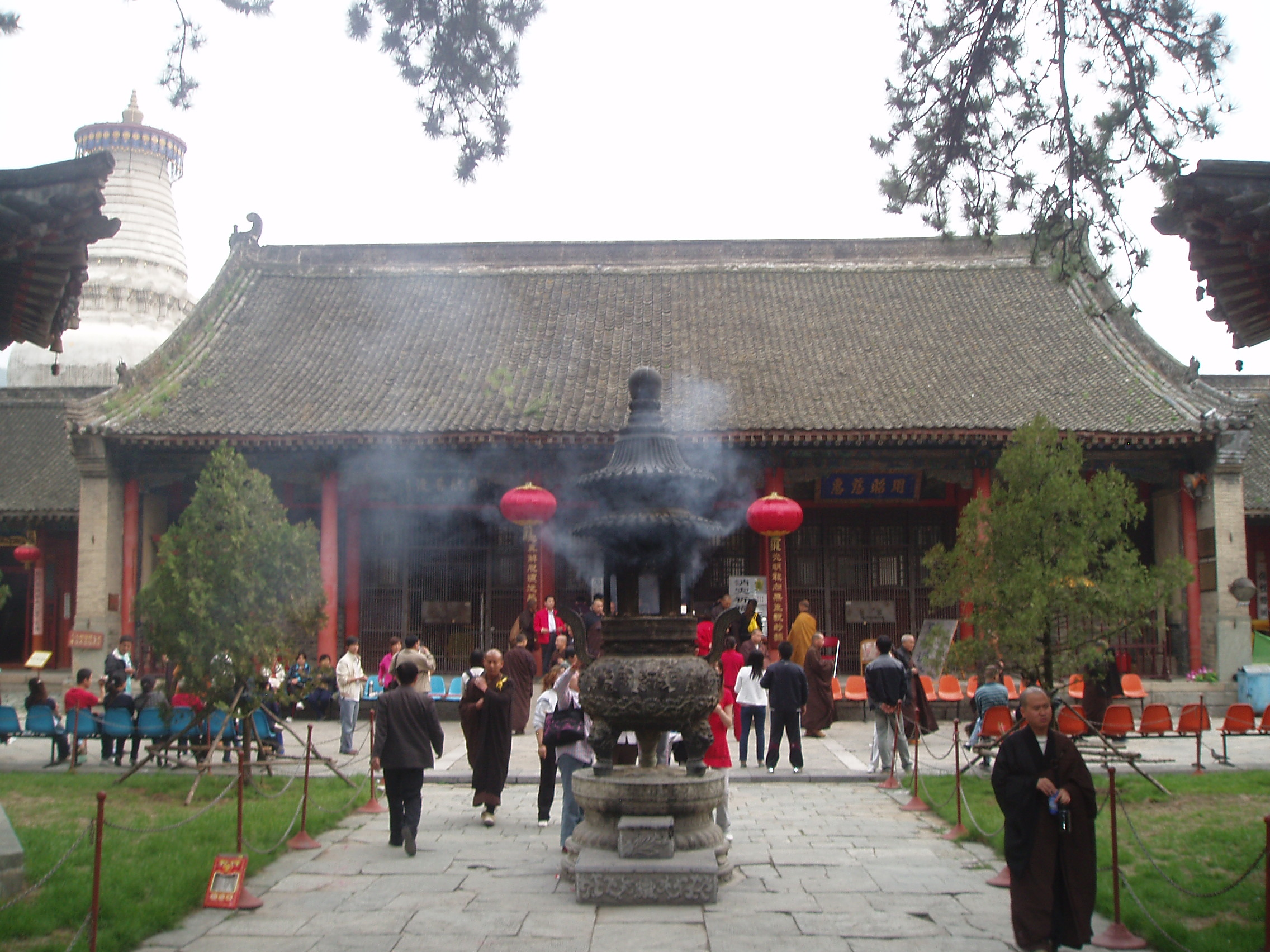
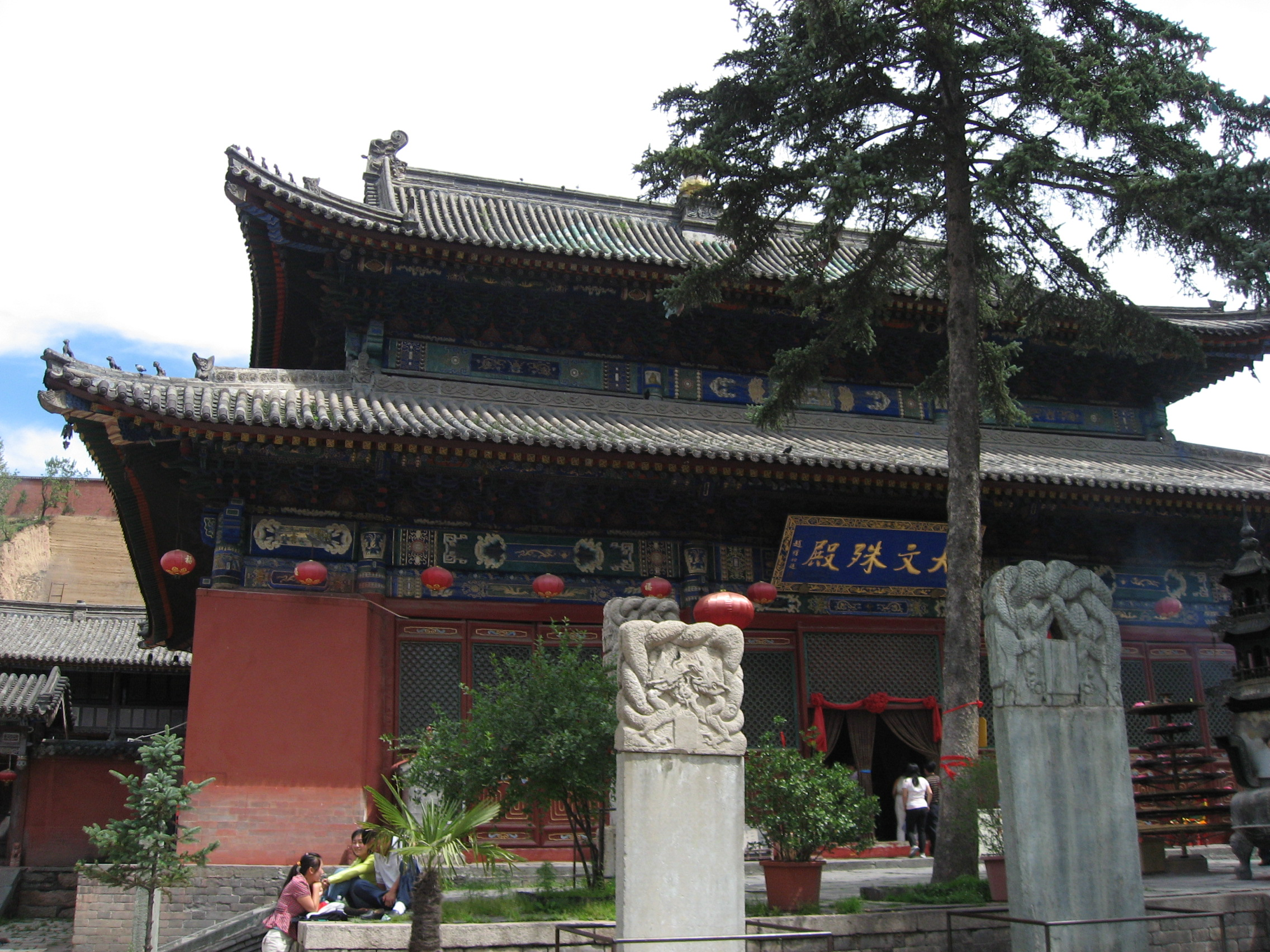
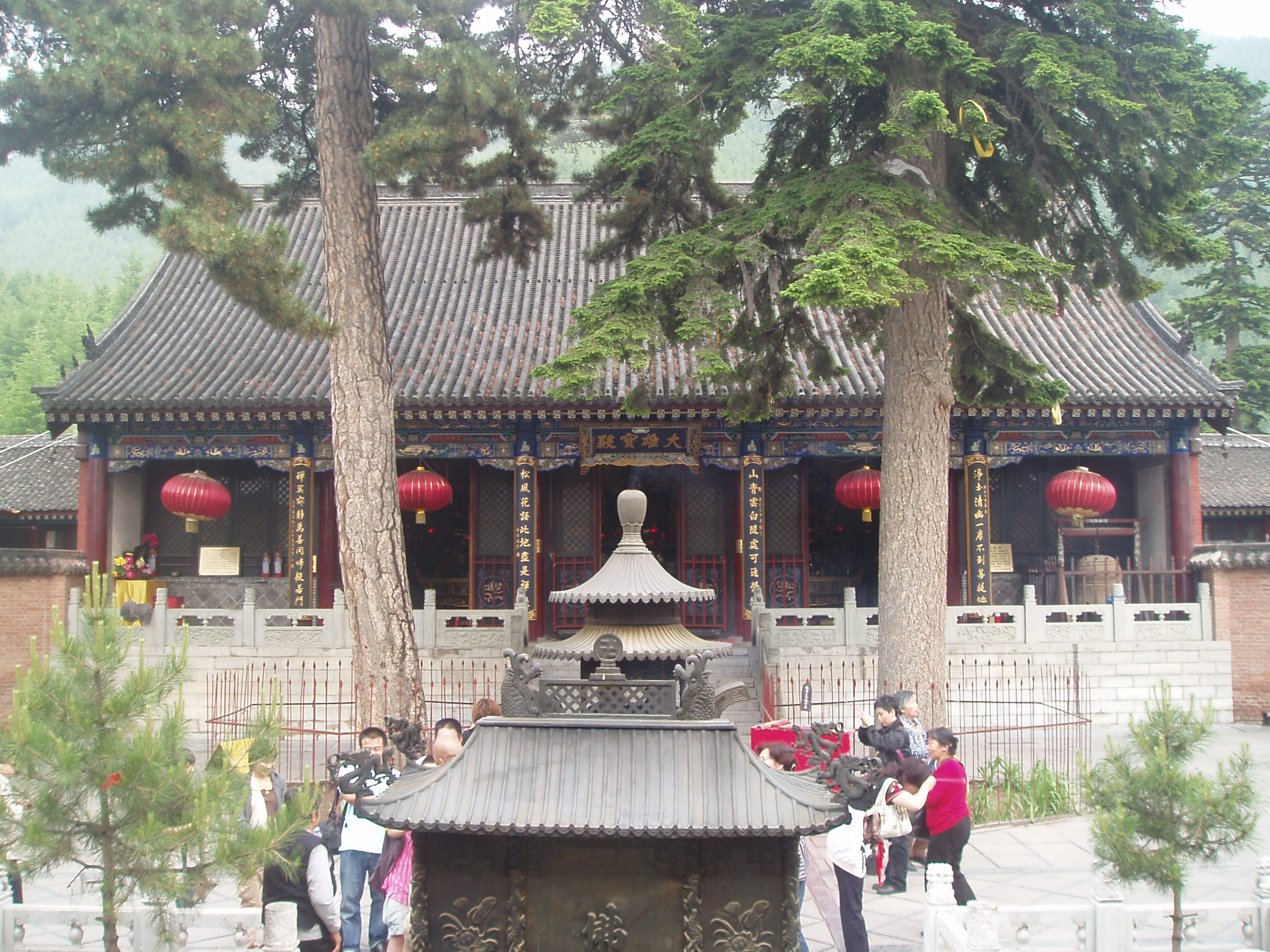
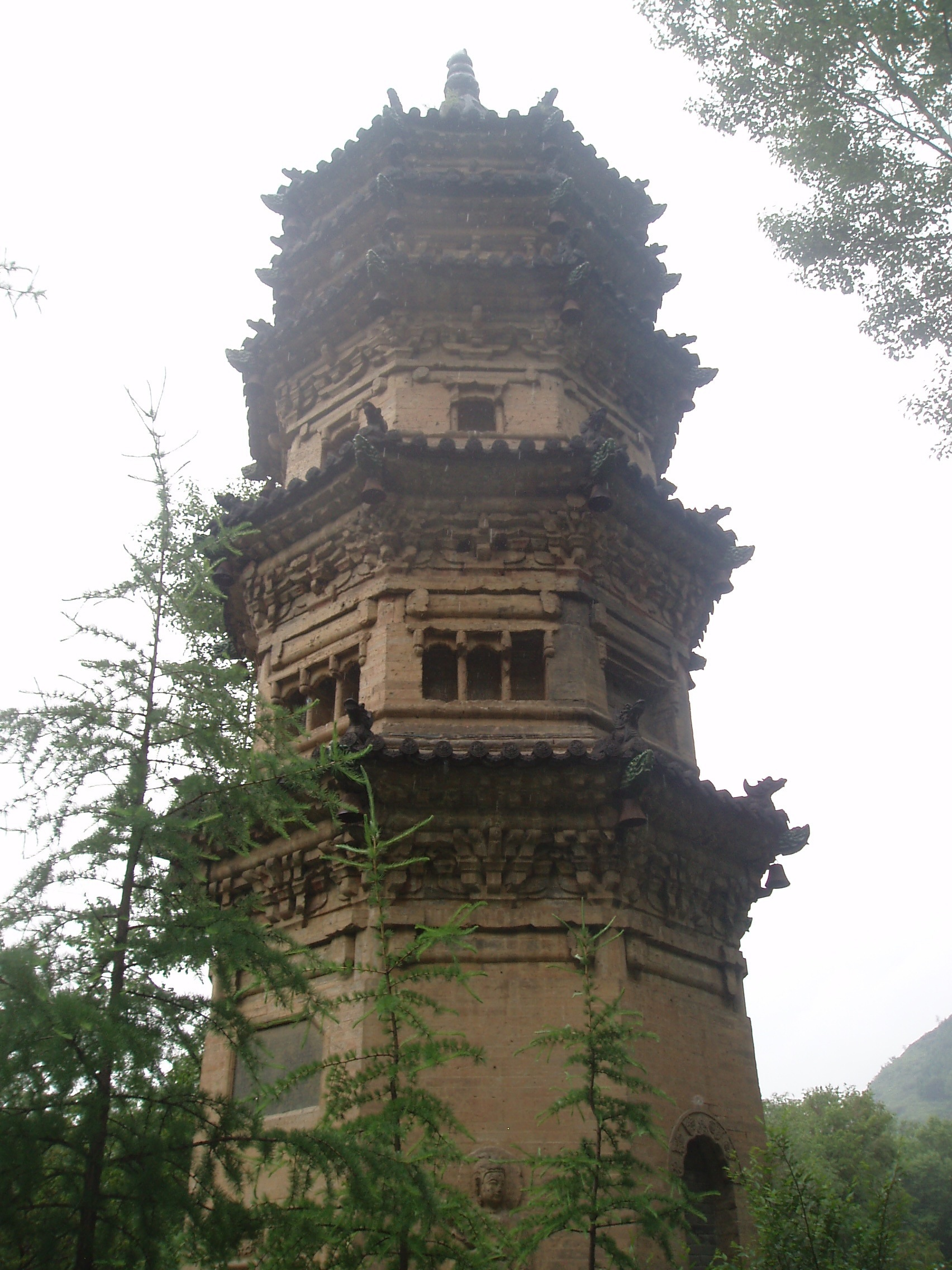
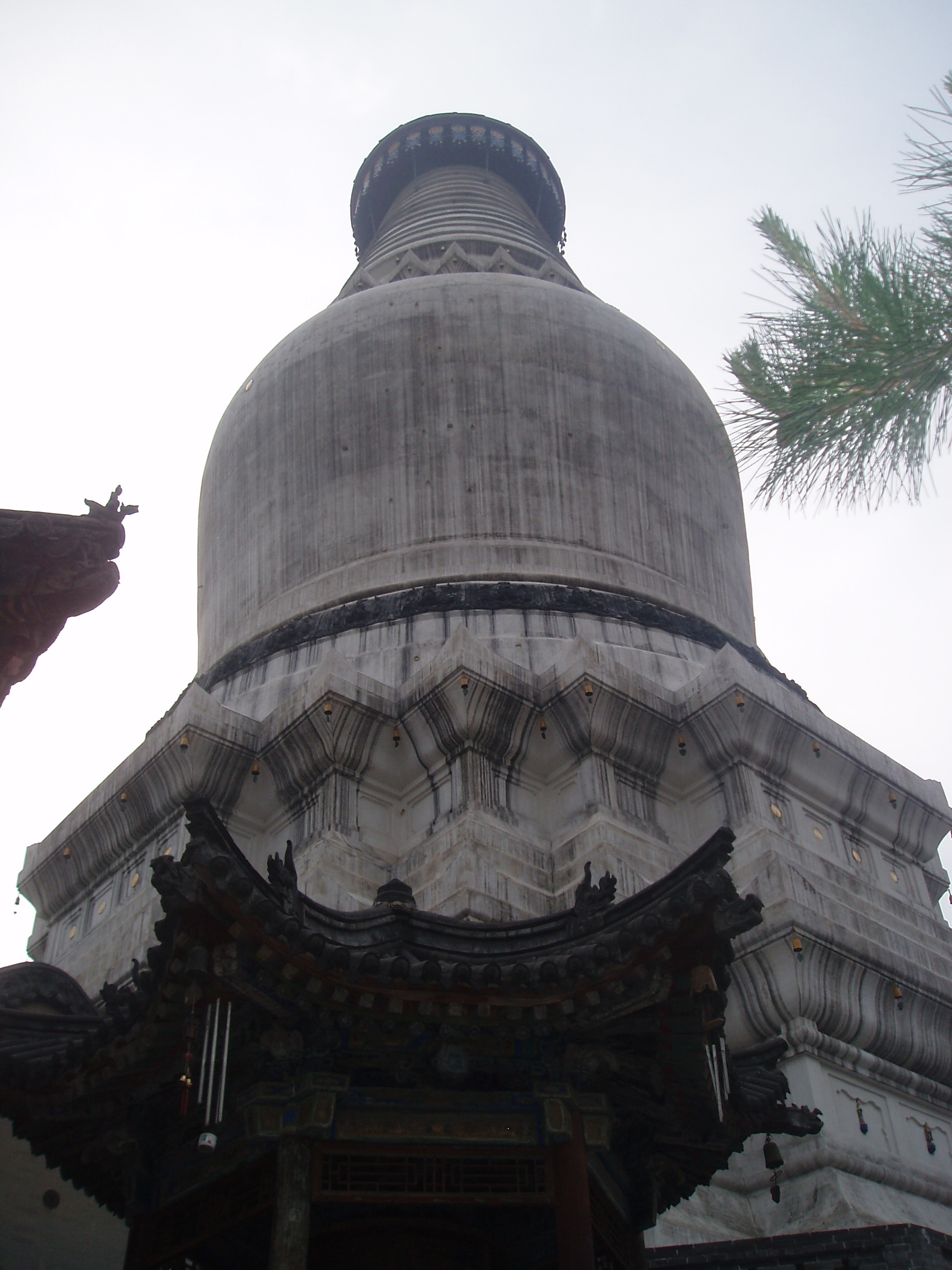
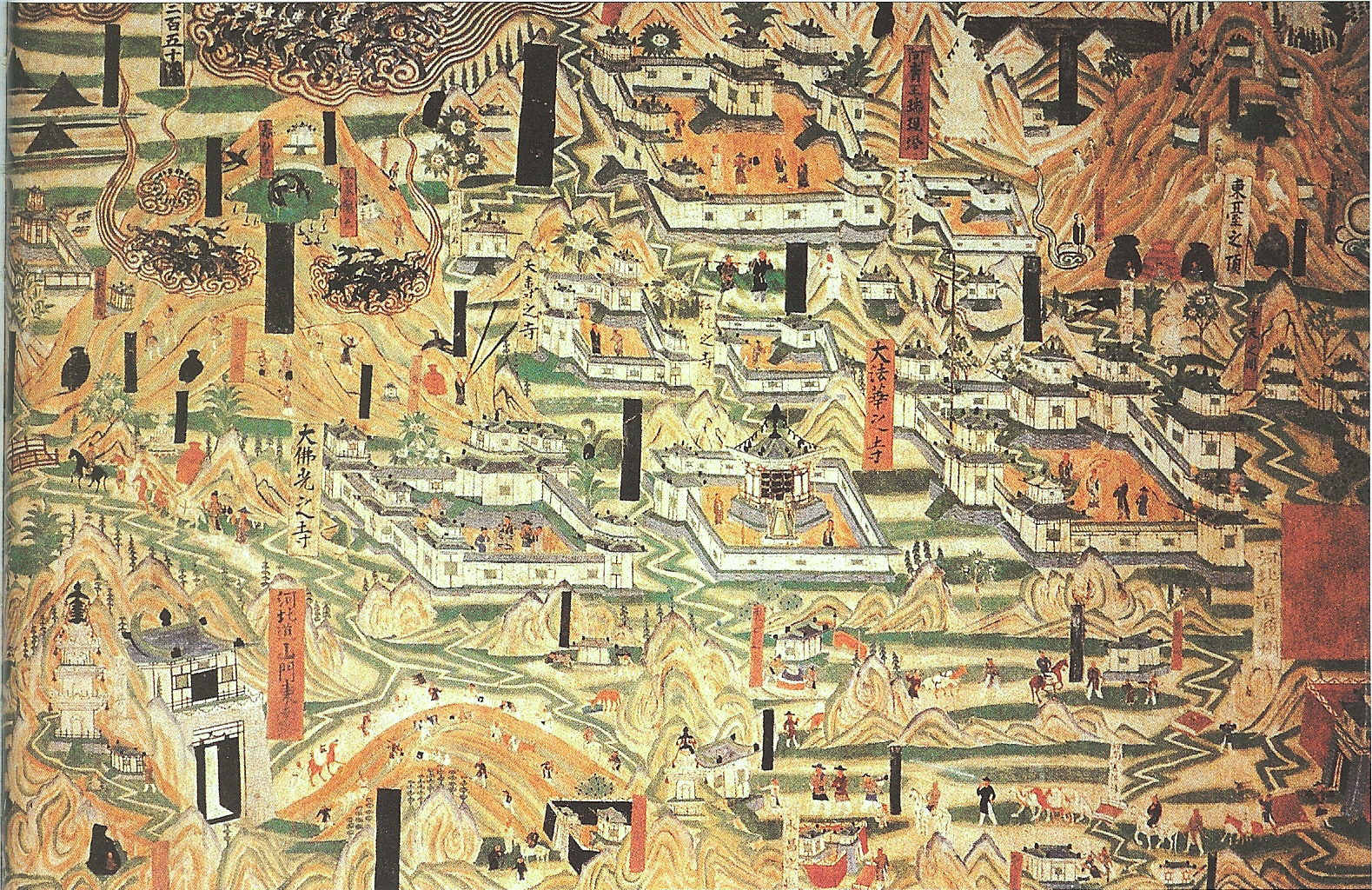